# مؤسسه معماری و مطالعات شهری
مؤسسه معماری و مطالعات شهری یک استودیو و اندیشکدهٔ معماری غیرانتفاعی واقع در منهتن، نیویورک، ایالات متحده است. این موسسه به مدیریت پیتر آیزنمن از سال 1973 تا 1984، نشریه ای را منتشر کرد، تحت عنوان آپوزیشنز. این نشریه نقش بسیار مهمی در گسترش علم معماری بعد از خود داشت.